# Societat Esportiva Formentera
La Societat Esportiva Formentera, en castellà i oficialment Sociedad Deportiva Formentera, és un club de futbol balear de la ciutat de Sant Francesc de Formentera.

## Història
El club va ser fundat el 1969 però no ingressà a la federació fins al 1971. La temporada 1979-80 participà per primer cop a Tercera Divisió i a la Copa del Rei, derrotant la UE Porreres però perdent amb l'Atlètic Balears a la segona ronda.
Ascendí novament a Tercera el 2012. La temporada 2015-16, arribà a la segona ronda de la Copa del Rei en derrotar el CE Alcoià, i un any més tard arribà a 32ens on perdé amb el Sevilla FC. La temporada 2016-17 ascendí per primer cop a Segona B en derrotar el Deportivo Alavés B a l'eliminatòria d'ascens.
La temporada següent destacà novament a la Copa, on derrotà l'Athletic Club de primera divisió, guanyant a l'Estadi de San Mamés per 0-1.